# DONUT
DONUT (akronim z ang. Direct Observation of the NU Tau, czyli Bezpośrednia Obserwacja Neutrina Taonowego) – eksperyment którego celem było zarejestrowanie neutrina taonowego.
Eksperyment polegał na naświetlaniu tarczy wiązką protonów o energii 800 GeV pochodzących z akceleratora laboratorium Fermiego.
W wyniku naświetlania produkowane były różne hadrony, takie jak piony, mezony D i inne. Niektóre z tych hadronów mogą następnie rozpadać się na lżejsze obiekty, w tym również na taony które są bardzo nietrwałe i prawie natychmiast rozpadają się na lżejsze leptony (elektron bądź mion) wraz z ich neutrinami oraz neutrino taonowe. W eksperymencie DONUT wykorzystano bardzo silną wiązkę protonów, dzięki czemu w tarczy wytwarzano bardzo dużo neutrin taonowych. Za tarczą umieszczona została gruba osłona mająca na celu absorpcję wszystkich cząstek z wyjątkiem neutrin. Neutrina jako jedyne przenikały przez osłonę i padały na umieszczony za nią detektor – blok złożony z warstw emulsji jądrowej i warstw żelaza, umieszczonych w celu zwiększenia prawdopodobieństwa oddziaływań z neutrinami. Strumień neutrin taonowych padających na detektor powinien od czasu do czasu spowodować produkcję taonu, który niemal natychmiast powinien rozpaść się na mion lub elektron.
W dniu 20 lipca 2000 r. w Państwowym Laboratorium im. Fermiego pod Chicago oficjalnie ogłoszono, że udało się zaobserwować neutrino taonowe.